# Critérium européen de course en montagne 1994
Navigation
1995
Le Critérium européen de course en montagne 1994 est une compétition de course en montagne qui s'est déroulée le 3 juillet 1994 à Quantin en Italie. Afin de valider la création d'une compétition européenne de course en montagne, la fédération italienne d'athlétisme organise le critérium à Quantin avec l'aval de l'association européenne d'athlétisme. Il s'agit d'une édition officieuse. En plus du pays organisateur, l'Autriche, l'Allemagne, le Royaume-Uni, la Slovaquie et la Slovénie y prennent part,,.

## Résultats
La course masculine se déroule sur un parcours de 11 km et 498 m de dénivelé. L'Italien Andrea Agostini s'impose à domicile devant ses compatriotes Lucio Fregona et Fabio Caponi. L'Italie remporte ainsi le classement par équipes devant l'Angleterre et la Slovénie.
La course féminine se déroule sur un parcours de 7,2 km et 344 m de dénivelé. L'Italienne Nives Curti remporte la course devant la jeune Slovaque Anna Baloghová. L'Anglaise Lucy Wright complète le podium. L'Italie s'impose au classement par équipes devant la Slovaquie et l'Allemagne.

### Individuels
| Rang               | Athlète         | Pays   | Temps       |
| ------------------ | --------------- | ------ | ----------- |
| Médaille d'or      | Andrea Agostini | Italie | 41 min 9 s  |
| Médaille d'argent  | Lucio Fregona   | Italie | 41 min 33 s |
| Médaille de bronze | Fabio Ciaponi   | Italie | 41 min 43 s |

| Rang               | Athlète        | Pays       | Temps       |
| ------------------ | -------------- | ---------- | ----------- |
| Médaille d'or      | Nives Curti    | Italie     | 30 min 28 s |
| Médaille d'argent  | Anna Baloghová | Slovaquie  | 30 min 57 s |
| Médaille de bronze | Lucy Wright    | Angleterre | 32 min 17 s |

### Équipes
| Rang               | Pays                                               | Points |
| ------------------ | -------------------------------------------------- | ------ |
| Médaille d'or      | Italie Andrea Agostini Lucio Fregona Fabio Ciaponi | 6      |
| Médaille d'argent  | Angleterre Mark Croasdale Craig Roberts Ian Holmes | 16     |
| Médaille de bronze | Slovénie Franci Teraž Boštjan Novak Izidor Berčić  | 39     |

| Rang               | Pays                                    | Points |
| ------------------ | --------------------------------------- | ------ |
| Médaille d'or      | Italie Nives Curti Valeria Colpo        | 5      |
| Médaille d'argent  | Slovaquie Anna Baloghová Andrea Bersová | 11     |
| Médaille de bronze | Angleterre Lucy Wright Andrea Priestley | 13     |